# Marcia Bwarody
Marcia Bwarody (Merksem, 22 september 1988) is een Belgische radiopresentatrice.
Marcia studeerde in juni 2012 af als radiojournaliste aan de Plantijn Hogeschool in Antwerpen. In het kader van haar opleiding liep ze stage bij de radiozender MNM. Daar werkte ze mee aan De Avondshow met Dave Peters, het toenmalige avondprogramma van MNM.

## Radio
In december 2012 schreef Marcia zich in voor de Q-academy, de radio-opleiding van Q-music. Daarop mocht ze afwisselend met enkele medealumni vanaf september 2013 het nachtprogramma Insomnia presenteren. In oktober 2013 werd ze ongepland bevorderd tot vaste presentatrice van de pre-ochtendshow tussen 4 en 6 uur, nadat Elias Smekens die opdracht plotseling moest staken. Tijdens vakantieperiodes nam ze dan weer het avondblok van Maarten Vancoillie over, tussen 18 en 21 uur. Van september 2014 tot juni 2015 was ze de vaste stem van het namiddagprogramma tussen 13 en 16 uur, een job die ze vanaf februari 2015 combineerde met de co-presentatie van het vrijdagavondprogramma Que Pasa, naast Vincent Vangeel. Ze stopte met beide programma's om vanaf september 2015 samen met Sean Dhondt The BSMNT te presenteren, het vernieuwde avondblok van Qmusic waarin geregeld alternatieve muziek en liveoptredens worden gebracht. Vanaf oktober 2015 presenteerde ze iedere zondag tussen 11 en 14 uur ook De Favoriete 40, een hitlijst die wordt samengesteld door stemming van de luisteraars. Eind juni 2016 stopte ze met beide programma's om te gaan meewerken aan het vernieuwde voormiddagblok van de zender, dat vanaf eind augustus van dat jaar wordt uitgezonden tussen 9 en 12 uur. Vanaf september 2017 heeft ze terug haar eigen programma in het weekend tussen 15-18 uur. In november van datzelfde jaar stopte ze hier alweer mee om vanaf januari 2018 iedere werkdag tussen 14 en 16 uur op Nostalgie te gaan presenteren.

## Televisie
In 2012 was Marcia kandidate in Wie Wordt Wrapper, een wedstrijd van Ketnet om een nieuwe wrapper te vinden. Ze belandde net niet in de finale.
Huidig (anno 2023):
Ulrike D'hauwer · Liam D'hert · Dorothee Dauwe · Tom De Cock · Jana De Wilde · Vincent Fierens · Yoren Linsen · Maxine Janssens · Nils Melckenbeeck · Loore Nelen · Regi Penxten · Jolien Roets · Emma Salden · Jan Thans · Maarten Vancoillie · Matthias Vandenbulcke · Paulien Van der Jeugt · Naomi Vanderpoorten · Vincent Vangeel · Liam Van Haverbeke · Dimitri Wouters
Voormalig (2001–2023):
Dorianne Aussems (2013–2014) · Rik Boey (2010–2013, 2015–2017) · Born (2015–2017) · Herbert Bruynseels (2001–2009) · Anke Buckinx (2007–2016) · Bab Buelens (2020) · Armin van Buuren (2021–2022) · Marcia Bwarody (2013–2017) · Joren Carels (2018–2020) · Séverine Champeaux (2013–2015) · Sam De Bruyn (2015–2020) · Erwin Deckers (2001–2008) · Jolien De Greef (2015) · Anneke De Keersmaeker (2002) · Felice Dekens (2011–2022) · Frederika Del Nero (2011–2012) · Nathalie Delporte (2001–2014) · Serge De Marre (2004–2015) · Eline De Munck (2012–2014) · Bart-Jan Depraetere (2001–2019) · Dries De Vis (2019–2020) · Inge De Vogelaere (2017–2020) · Sean Dhondt (2015–2023) · Elien D'hooge (2019–2021) · Yasmina El Messaoudi (2014–2015) · Evi Geysels (2010–2018) · Elizabeth Gesels (2016) · Violette Goemans (2015–2017) · Jenno Hallaert (2012–2015) · Wine Lauwers (2011–2019) · An Lemmens (2015–2019) · Kris Mannaerts (2006–2011) · Kristin Moers (2002–2003) · Marie Monballiu (2014–2021) · Sarah Mylle (2016–2020) · Johan Notebaert (2001–2002) · Wim Oosterlinck (2006–2020) · Sven Ornelis (2001–2016) · Hans Otten (2002–2003) · Xander Peeters (2011–2013) · Astrid Philips (2011–2014) · Elke Plancke (2012–2013) · Jarne Ponet (2023) · Alexandra Potvin (2001–2009) · Jarne Rediers (2021-2023) · Kürt Rogiers (2008–2015) · Thomas Rottier (2021-2023) · Carl Schmitz (2001–2014) · Elias Smekens (2013–2018) · Kenny Smet (2006–2011) · Toon Smet (2015–2018) · Sara Steegen (2011–2012) · Kenneth Stevens (2006–2016) · Loïc Thaler (2015-2016, 2018-2022) · Shalini Van den Langenbergh (2014–2018) · Julie Van den Steen (2021) · Joke van de Velde (2013–2015) · Elke Vanelderen (2005–2006) · Arne Vanhaecke (2015–2016) · Maureen Vanherberghen (2016–2023) · Elke Van Mello (2008–2010) · Francesca Vanthielen (2001–2002) · Erika Van Tielen (2006–2008) · Heidi Van Tielen (2015–2018) · Bjorn Verhoeven (2001–2012) · Peter Verhoeven (2001–2018) · Steffi Vertriest (2013–2015) · Kristien Wollants (2018–2020)